# Грошова реформа в СРСР 1922—1924 років

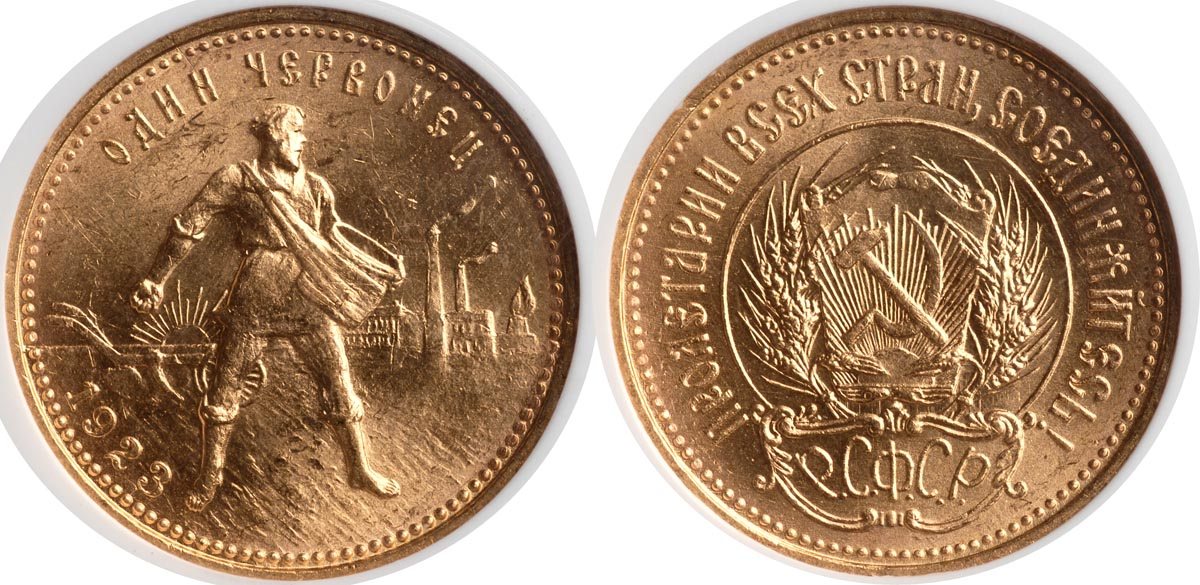
Радянський золотий червінець 1923 року

Грошова реформа 1922—1924 років — реформа, проведена в РРФСР, а потім — у новоствореному Радянському Союзі, з обміну старих знецінених радянських карбованців («радзнаків») шляхом деномінації на нові та впровадження твердої, забезпеченої золотом валюти — радянського червінця. Реформа мала на меті впорядкувати грошову систему країни, яка опинилась на межі колапсу після перших років свого «комуністичного» існування. Зупинити інфляцію. Створити підґрунтя для успішного впровадження НЕПу.

## Передумови

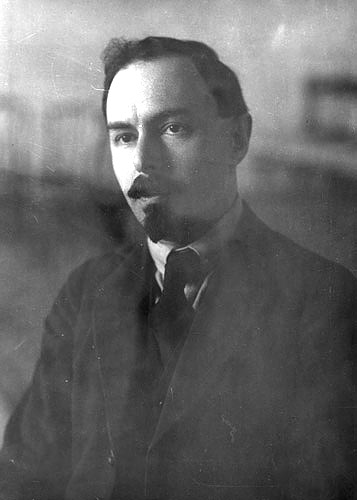
Нарком фінансів Григорій Сокольников, керівник реформи

Громадянська війна та економічна політика «воєнного комунізму» призвели до цілковитого розбалансування товарно-грошового обігу та гіперінфляції. У цей час емісія грошей різко зросла, через це з року в рік зростав дефіцит бюджету (в 1920 році він склав 1055 млрд карбованців), посилилося знецінення грошей, яке викликало у населення прагнення перетворювати гроші у матеріальні цінності, що збільшило швидкість їх обігу, але ще більше — зниження їх вартості.
У 1921 році реальна вартість 100 тис. «радзнаків» (перші радянські карбованці) дорівнювала вартості однієї дореволюційної копійки. В обігу перебували царські кредитні білети, «п'ятаковки», «керенки», цінні папери, численні сурогати, місцеві випуски і «радзнаки», які не користувалися довірою у населення. Країну поглинала натуралізація господарських відносин, що вела до остаточного розладу грошової системи — була введена карткова система, що свідчило про порушення принципу еквівалентності обміну, коли гроші вже не могли нормально виконувати головну свою функцію — міру вартості. На місцевих ринках з'явилися натуральні еквіваленти (зерно, сіль тощо), що підривало фінансову базу держави. Оздоровлення фінансів було визнане одним із елементів НЕПу. 10 жовтня 1921 року Всеросійський ЦВК, а 4 січня 1922 року ВУЦВК прийняли декрет «Про заходи щодо впорядкування фінансового господарства». Основну роль в оздоровленні фінансів мав відіграти Державний банк, заново заснований 12 жовтня 1922 року.

## Хід реформи
Реформа була проведена в 1922—1924 роках під керівництвом наркома фінансів Г. Я. Сокольникова. В основу реформи було покладено ідею співробітника Інституту економічних досліджень Наркомату фінансів РСФРР В. В. Тарновського про обіг кількох грошових одиниць. Одна забезпечувалась урядом золотом, інша — це «простий» інфляційний паперовий карбованець («радзнак»). Тобто в країні, протягом деякого часу мало існувати кілька грошових систем. Першим кроком реформи було проведення двох деномінацій і уніфікація грошового обігу. Перша деномінація була проведена на підставі декрету Раднаркому від 3 листопада 1921 року. З 1 січня 1922 року були випущені державні грошові знаки РРФСР зразка 1922 року. Емісія розрахункових знаків РРФСР зразка 1921 року, які випускалися раніше, була припинена. Всі грошові знаки, які знаходилися в обігу, у тому числі розрахункові знаки РРФСР зразка 1919 і 1921 років («радзнаки»), державні кредитні білети зразка 1905—1912 років («романовські»), казначейські знаки зразка 1917 («керенки»), державні кредитні білети зразка 1918 року («п'ятаковки»), різні цінні папери, що перебували в обігу у вигляді грошей, і купони до них, обмінювалися на нові грошові знаки у співвідношенні 10 000:1.
Деномінація дозволила уніфікувати грошовий обіг, але не зміцнила «радзнаки». На XI з'їзді РКП (б) було прийнято рішення про створення стійкої радянської валюти. У березні-квітні 1922 року на XI з'їзді РКП (б) було прийнято рішення про те, що економічна і фінансова політика повинна орієнтуватися на відновлення золотого забезпечення грошей. Декретами Раднаркому від 25 липня і 11 жовтня 1922 року Держбанку було надано право емісії банкнот в червінцях. 22 листопада того ж року було розпочато випуск банківських білетів Державного банку РРФСР в червінцях. «Радзнаки» випускалися для швидкого покриття бюджетного дефіциту шляхом емісії, а «золоті» гроші мали забезпечувати господарчий обіг.
Встановлювалося, що «... з метою збільшення оборотних коштів без подальшого розширення емісії грошових знаків, в інтересах врегулювання грошового обігу і виходячи з наявності накопичених реальних цінностей...» Держбанк мав право випустити в обіг банкноти номіналом в 1, 2, 3, 5, 10, 25 і 50 червінців. Ухваленню цього рішення передувало обговорення майбутньої назви нових радянських грошей. Були пропозиції відмовитися від старих найменувань і ввести нові, «революційні», що тоді було дуже популярно. Наприклад, працівники Наркомфіну пропонували назвати нову валюту «федерал». Пропонувалися також і традиційні назви: «гривня», «рубль» і «червінець». Але у зв'язку з тим, що гривнями називалися банкноти, які були в обігу УНР, а «рубль» асоціювався зі старим срібним рублем, було прийнято рішення назвати нові гроші «червінцями». Це слово асоціювалося у населення з поняттям про тверде золоте забезпечення грошей і мало викликати довіру.
25 червня 1922 року заступник голови Уряду РРФСР О. І. Риков підписав декрет про надання Держбанку права випуску банківських білетів — червінців. Стійкість червінця забезпечувалася Держбанком на 25 % дорогоцінними металами та іноземною валютою, а решта 75 % — ліквідними товарами, векселями і короткостроковими зобов'язаннями.
Одночасно з випуском паперових червінців, було прийнято рішення про випуск золотих червінців у вигляді монет. Металеві червінці в основному використовувалися урядом для зовнішньо-торговельних операцій, а паперові для внутрішніх. Першими в обіг наприкінці листопада 1922 року надійшли банкноти номіналом в 5 і 10 червінців. Купюри в 1, 3 і 25 червінців були пущені в обіг пізніше — до літа 1923 року. Банкноти номіналами в 2 і 50 червінців, передбачені декретом, так і не були випущені за непотрібністю. Від купюр в 1/2, 2 і 50 червінців було вирішено відмовитися, хоча у 1928 році купюра в 2 червінця все ж була введена в обіг. Червінець прирівнювався до 10-рублевої золотої монети царського карбування. На банкнотах було зафіксовано, що 1 червінець містить 1 золотник 78,24 долі (8,6 г) чистого золота, та уточнення що початок обміну його на золото «встановлюється окремим урядовим актом».
Десятикарбованцевий золотий червінець оцінювався на ринку в 12 500 карбованців «радзнаками» зразка 1922 року але Держбанк, керуючись кон'юнктурою, оцінював його в 11 400 карбованців «радзнаками», тобто трохи нижче реального курсу.
Населення прийняло червінці з довірою, але вони розглядалися швидше не як засіб повсякденного обігу, а як цінні папери. Багато хто розраховував, що відбудеться обмін паперових червінців на золото, що викликало додатковий попит, проте ніякого урядового акту про вільний обмін червінців на золото так і не вийшло. Але населення охоче обмінювало паперові червінці на царські золоті монети і навпаки, іноді навіть з невеликою переплатою за паперові гроші (зважаючи на їх більшу ліквідність та зручність зберігання). Завдяки цьому курс червінця залишався стабільно високим. Протягом 1923 року питома вага червінців в грошовій масі зросла з 3 % до 80 %.
Всередині країни діяли дві валютні системи: забезпечені червінці та незабезпечені «радзнаки» емітовані в різний час. Держбанк щодня оголошував новий курс червінця по відношенню до карбованця, що породжувало спекуляцію і створювало труднощі для розвитку торговельної та господарської діяльності. Червінець став переважно міською валютою. На селі його придбання могли дозволити собі тільки заможні селяни, у той час як для основної маси селян він був занадто дорогим.
Популярність «радзнаків» порівняно з червінцем була низькою, вважалось що продавати свій товар за карбованці невигідно, це викликало зростання цін на сільськогосподарські продукти, що послужило причиною для проведення другої деномінації. 24 жовтня 1922 року був прийнятий декрет Раднаркому про проведення другої деномінації. Відповідно до декрету в обіг випускалися державні грошові знаки РРФСР зразка 1923 року. 1 карбованець 1923 року дорівнював 100 карбованцям грошовими знаками 1922 року або 1 млн карбованців грошовими знаками, що випускалися до 1922 року. Друга деномінація також не привела до стабілізації «радзнака».
У міру відновлення промисловості і сільського господарства зростав товарообіг, зменшувалася дефіцитність бюджету. Так були підготовлені умови для проведення другого, завершального етапу грошової реформи. На цьому етапі, в лютому 1924 року були випущені в обіг казначейські білети в 1, 3 і 5 карбованців золотом. Крім того, за посередництвом повноважного представника СРСР у Великій Британії Х. Г. Раковського Держбанк розмістив замовлення на карбування срібних монет на британських підприємствах. Емісія старих грошових знаків — «радзнаків» — була припинена. Складовою частиною реформи було проведення «обов'язкового обміну» «радзнаків» на нові гроші. Для обміну встановлювавсь курс: 1 карбованець 1924 року дорівнював 50 тис. карбованців «радзнаками» 1923 року і 50 млрд карбованців емітованих до 1923 року. Обмін закінчився до червня 1924 року. В Україні викуп «радзнаків» розпочався 10 травня 1924 року. Подія викликала в суспільстві схвальний відгук, а В. В. Маяковський з цього приводу навіть склав вірші:
Равны серебро

И новый бумажный билет,

Ныне

Меж ними

Разницы нет.

Бери,

Какая бумажка больше на вкус, —

Теперь и бумажкам твердый курс.— 
У 1925 році радянський червінець офіційно котирувався на біржах ряду країн (у тому числі Австрії, Туреччини, Італії, Китаю, Естонії, Латвії, Литви).
Металеві червінці в основному використовувалися радянським урядом для зовнішньоторговельних операцій, однак частина монет мала обіг і всередині Росії. З початком випуску металевих золотих червінців для розрахунків із зарубіжними країнами пов'язаний такий казус: деякі країни рішуче відмовлялися приймати ці монети, оскільки на них була зображена радянська символіка. Для вирішення цієї проблеми в 1925—1927 роках на Ленінградському монетному дворі карбували золоті монети зразка Миколи II номіналом 5 і 10 рублів (із зазначенням року на реверсі «1911», і, можливо, «1898»), які беззастережно приймалися за кордоном.

## Результат реформи
Завдяки реформі була створена єдина грошова система, яка включала однакові за платіжною силою банківські білети (червінці), казначейські білети (карбованці) та розмінні монети (копійки). Грошовий обіг став регулювати Держбанк. Введення в країні твердої конвертованої грошової одиниці (червінця) дозволило зупинити інфляційний процес, забезпечити відбудову народного господарства. Стабілізація курсу валюти сприяла розвитку кредитування. У 1921—1923 роках була створена радянська кредитно-банківська система.
Одночасно з грошовою реформою була проведена податкова реформа, за якою з кінця 1923 року промислові підприємства стали відраховувати до державного бюджету 70 % всіх прибутків. Це означало, що основним джерелом надходження доходів бюджету стали прибутки підприємств, а не податки з населення. У 1923—1924 роках бюджет був збалансований, 50 % його доходів дали неподаткові надходження. Основна частина витрат спрямовувалася на відновлення і розвиток народного господарства і соціально-культурні заходи.

## Гроші, запущені реформою
| Лицьова сторона | Зворотна сторона | Номінал (червінців) |
| --------------- | ---------------- | ------------------- |
|                 |                  | 1                   |
|                 |                  | 3                   |
|                 |                  | 5                   |
|                 |                  | 10                  |
|                 |                  | 25                  |

| Лицьова сторона | Зворотна сторона | Номінал               |
| --------------- | ---------------- | --------------------- |
|                 |                  | 1 копійка             |
|                 |                  | 2 копійки             |
|                 |                  | 3 копійки             |
|                 |                  | 5 копійок             |
|                 |                  | 50 копійок            |
|                 |                  | 1 карбованець золотом |
|                 |                  | 3 карбованця золотом  |
|                 |                  | 5 карбованців золотом |
|                 |                  | 3 червінця            |

| Зображення | Номінал       |
| ---------- | ------------- |
|            | 10 копійок    |
|            | 15 копійок    |
|            | 20 копійок    |
|            | 50 копійок    |
|            | 1 карбованець |

| Зображення | Номінал     |
| ---------- | ----------- |
|            | 1 червінець |

| Зображення | Номінал       |
| ---------- | ------------- |
|            | Півкопійки    |
|            | 1 копійка     |
|            | 2 копійки     |
|            | 3 копійки     |
|            | 5 копійок     |
|            | 10 копійок    |
|            | 15 копійок    |
|            | 20 копійок    |
|            | 50 копійок    |
|            | 1 карбованець |